# 南タラナキ湾

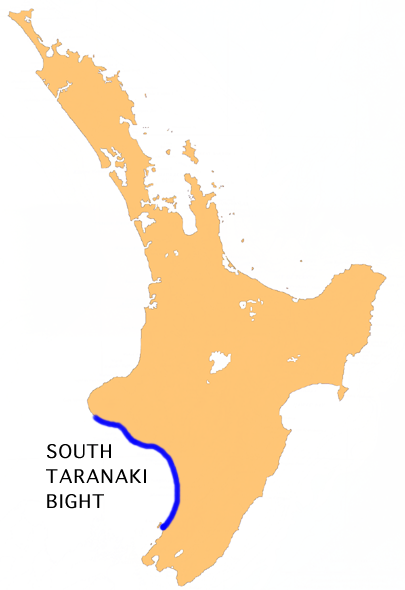
南タラナキ湾の位置

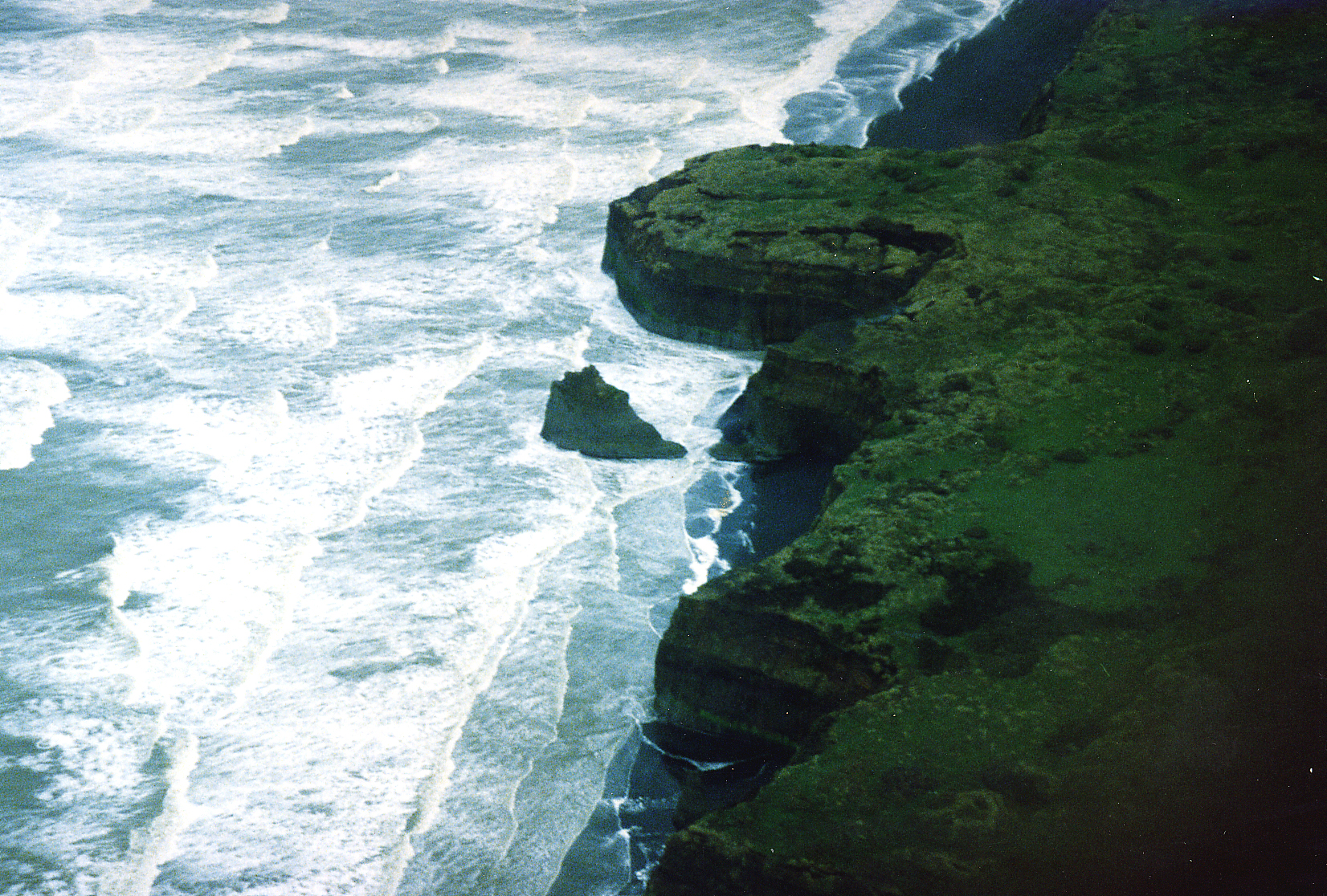
パテア近くのタラナキ海岸、2005

南タラナキ湾は、ニュージーランドの西海岸、タラナキの南、マナワツの西、クック海峡の西入口の北と南島の北にある、タスマン海に面した大きな湾である。この名称は、タラナキ山の真南にあるカウポコヌイ川河口とパーテア川河口の間にある、南タラナキのもっと小さな湾に使われることもある。
約18,000年前の最終氷期最盛期、海面が現在より100メートル以上低かった頃、南タラナキ湾は北島と南島を結ぶ海岸平野で、南東のクック海峡（当時は湾）に流れ込む川が特徴的だった。7,000年前から海面が上昇し、最終的に島々は分断され、クック海峡はタスマン海へとつながった。
かつてこの湾は、冬から春にかけてミナミセミクジラの出産場所であり、ニュージーランドの初期のヨーロッパ人は、多くの親子が見られた事から「マザリングベイ」と呼んでいた。しかし、捕鯨によってセミクジラの数は激減し、現在では一握りのセミクジラが偶発的に訪れるだけである。2007年にエグモント岬沖でピグミーシロナガスクジラが発見され、2014年には南タラナキ湾がニュージーランドで唯一知られた同種の餌場・採餌場として確認され、独自の個体群を受け入れていることが明らかになった。ピグミーシロナガスクジラは、南島北部のゴールデン湾やカフランギ岬沖のエリアにも頻繁に出没している。